# Sadaf Khadem
Pour les articles homonymes, voir Khadem.
Sadaf Khadem (en persan : صدف خادم) est une boxeuse iranienne née le 23 janvier 1995 à Téhéran et vivant à Royan (France).
Elle est la première femme iranienne à participer à un combat officiel de boxe depuis la révolution iranienne de 1979, ce qui l’a contraint à l’exil.

## Biographie
Sadaf Khadem nait dans une famille aisée de Téhéran. Son père est chef d’entreprise, sa mère était professeure au lycée avant de se marier. Sadaf et ses deux sœurs aînées étudient dans une école privée. À l'adolescence, elle se joue des interdits et est plusieurs fois interpellée par la police des mœurs. Elle entre à l’université pour étudier la physique et devenir astronome, et pratique le basket et le fitness. Elle abandonne ses études pour devenir coach sportive, et entraîne les femmes de la bonne société.
Pour développer sa combativité, elle essaye la boxe avec un ancien champion d’Iran, qui l'entraîne dans le parc Taleghani, les salles de boxe lui étant interdites. Elle fait le siège de la fédération nationale pour essayer d'obtenir une licence. En 2017, elle se rend en en Arménie pour participer à des combats non homologués. Elle devient notoire après avoir posée pour un jeune photographe spécialiste de portraits de sportives sur instagram. Elle a pour idole Mary Kom, la boxeuse indienne médaille de bronze aux Jeux olympiques de Londres en 2012.
En 2019, la Fédération internationale de boxe amateur autorise le port du hijab sous le casque de protection, mais Sadaf Khadem refuse de se couvrir : « Le problème, ce n’est pas le voile. C’est l’obligation de le porter ».
Lors de l’un de ses séjours à Téhéran, en 2018, Mahyar Monshipour, l'iranien naturalisé français et ancien champion du monde de la catégorie super-coq, entraîne un groupe de boxeurs et boxeuses, dont Sadaf Khadem, qui lui demande de la faire boxer au nom de la « défense des femmes ». Il accepte alors de monter un combat en France, au club de boxe de Royan en France, dont le président, Franck Weus, paye même le billet d’avion aller et retour et met le combat en tête d’affiche de sa soirée, expliquant : « Nous étions heureux de pouvoir aider à faire reconnaître le droit des femmes ».
Elle remporte ce premier combat international le 14 avril 2019 à Royan en battant la boxeuse française Anne Chauvin devant 1 500 personnes. Elle devient alors la première femme de son pays à disputer un match de boxe officiel amateur,. Elle dédie sa victoire « à tous les hommes et femmes qui ont donné leurs vies pour défendre (son) pays lors de la guerre Iran-Irak ».
La médiatisation du match provoque la colère de Téhéran. Après le match, elle affirme qu'un mandat d'arrêt a été délivré à son encontre en Iran, l'empêchant, ainsi que Mahyar Monshipour, de revenir dans son pays. Peu après, Elnaz Rekabi, la championne d’escalade qui a ôté son voile lors d’une compétition à Séoul en octobre 2022 est enlevée par l'État.
En 2022, elle vit à Royan et prépare un BTS en alternance.